# Огнестрел (телесериал)
«Огнестре́л» (англ. Shots Fired) — американская десятисерийная драма, которая выходила в эфир с 22 марта по 24 мая 2017 года на телеканале Fox. Сериал создан Джиной Принс-Байтвуд и Регги Роком Байтвудом, которые также являются исполнительными продюсерами наряду с Фрэнси Калфо и Брайаном Грейзером.

## Сюжет
После того, как невооружённый мужчина был застрелен афроамериканским полицейским, управление юстиции начинает расследование. Во время изучения обстоятельств стрельбы следователь и специальный прокурор обнаруживают, что в полиции не расследуют убийство афроамериканского подростка.

## В ролях
- Сэна Латан — Эш Акино[5]
- Стефан Джеймс — Престон Терри[6]
- Хелен Хант — Патрисия Эамонс[7]
- Ричард Дрейфус — Арлен Кокс[7]
- Стивен Мойер — офицер Бриланд[7]
- Уилл Паттон — шериф Дэниел Платт[8]
- Джилл Хеннесси — Алисия Карр[9]
- Деванда Уайз — Самика Кэмпбелл
- Конор Лесли — Сара Эллис[10][11]
- Тристан Уайлдз — заместитель шерифа Джошуа Бек[12]
- Клэр-Хоуп Эшити — Кэрри Бек[13]
- Аиша Хиндс — пастор Джана Джеймс[12]

## Производство

### Разработка
10 декабря 2015 года Fox объявила о начале работы над сериалом. Джина Принс-Байтвуд и Реджи Рок Байтвуд создали сериал как драму, призванную отразить расовую напряженность и случаи стрельбы полицией, которые спровоцировали демонстрации и возмущение в Соединенных Штатах. Джина и Реджи будут исполнительными продюсерами вместе с Фрэнси Калфо и Брайаном Грейзером.

### Съёмки
Съёмки начались в марте 2016 года и проходили в Каннаполисе, Северная Каролина до июля. В апреле 2016 года съёмки проходили в Гастонии и Солсбери.

### Кастинг
В декабре 2015 года было объявлено, что Сэна Латан получила роль Эш Акино. В феврале 2016 года Деванда Уайз получила роль Самики Кэмпбелл, а Конор Лесли — Сары Эллис. В марте 2016 года Стефан Джеймс получил роль Престона Терри; Тристан Уайлдс и Аиша Хайндс были выбраны на роли офицера Бека и пастора Джаны Джеймс соответственно; Хелен Хант, Ричард Дрейфус и Стивен Мойер были выбраны на роли Патрисии Эймонс, Арлена Кокса и офицера Бриланда соответственно; Уилл Паттон был выбран на роль шерифа Дэниела Платта; Джилл Хеннесси была выбрана на роль Алисии Карр; Клэр-Хоуп Эшити была выбрана на роль Кэрри Бек.